# Тесля, Юрий Николаевич
Ю́рий Никола́евич Те́сля (укр. Юрій Миколайович Тесля, р. 07.01.1958, с. Мошны) — украинский функционер в сфере образования, доктор технических наук, лауреат Государственной премии Украины в области науки и техники (2009). Автор псевдонаучной «теории несилового взаимодействия». Лауреат антипремии Академическое недостоинство в номинации «Псевдоучёный года — 2017».

## Биография
В 1980 году Юрий Тесля закончил Киевский инженерно-строительный институт по специальности «Автоматизированные системы управления» с красным дипломом. С 1-го курса вошёл в группу под руководством доцента кафедры АСУ С. Бушуева по разработке автоматизированной системы управления КИСИ. В 1977 принял участие во Всесоюзной студенческой конференции в Риге.
Работал инженером в вычислительном центре Черкасского филиала Киевского политехнического института (ныне ЧГТУ — Черкасский государственный технологический университет). Через два года, в сборнике «Программируемое обучение» опубликовал свою первую научную работу.
С 1983 на строительстве Южно-Украинской АЭС в городе Южноукраинск, Николаевской области. Здесь работал на должностях старшего инженера, руководителя группы разработки (1983—1984), заместителя начальника отдела АСУ (1984—1987), начальника отдела АСУ (1987—1988), главного специалиста ПУ АЭС по АСУ (1988—1989). Был инициатором создания в 1989 году в управлении строительством Южно-Украинской АЭС центра инженерной подготовки строительства, в котором и работал главным инженером с 1989 по 1990 год. Начальник АСУ (1990—1992), научный руководитель АСУ (1992). Руководил проектом создания автоматизированной системы управления строительством Южно-Украинского энергокомплекса. В 1989 году на материалах этого проекта защитил кандидатскую диссертацию.
Тема научных исследований — основы теории информационного взаимодействия и её применение к построению систем искусственного интеллекта. В 1995 году Юрий Тесля прошел подготовку в США по программе Всемирного банка подготовки специалистов для Украины по методологии управления проектами (Project Management).
В 1992 Юрий Тесля вернулся в Черкассы, в Инженерно-технологический институт на должность старшего преподавателя кафедры вычислительной техники. В течение шести лет работал на должности доцента (1993—1999), ещё два года — профессора, затем возглавил кафедру управления проектами и информатики.
В 2001 году защитил докторскую диссертацию на тему «Теоретические основы, методы и средства матричных информационных технологий управления строительством сложных энергетических объектов».
В 2003 году вернулся в Киевский национальный университет строительства и архитектуры, где работал на должностях профессора кафедры информационных технологий и профессора кафедры управления проектами.
В 2005 году был избран проректором по научно-методической работе и информатизации и заведующим кафедрой интеллектуальных и информационных систем Черкасского национального университета им. Б. Хмельницкого.
С 2007 года Ю. Н. Тесля снова в Киеве — в строительном университете. Параллельно руководит созданием систем управления проектами в компаниях «Карбон», ICD Investments, EASTONE (бизнес «Недвижимость»). В 2012—2017 был сертифицирован по уровню «А» в Украинской ассоциации управления проектами. В мае 2007 года получил сертификат уровня «А» Международной ассоциации управления проектами.
В 2009 году стал одним из восьми лауреатов Государственной премии Украины в области науки и техники за работу «Системы прогнозированного активного управления проектами и программами социально-экономического развития Украины в областях образования, науки и производства».
С 2013 года декан факультета информационных технологий Киевского национального университета имени Тараса Шевченка.
Профессор Тесля является автором 120 научных работ, подготовил одного доктора наук и более десяти кандидатов.
В октябре 2017 года журналисты заметили, что страница Тесли на сайте факультета информационных технологий КНУ на английском языке содержит некачественный автоперевод с украинского.

## Псевдонаучная «теория» несилового взаимодействия
С 1994 года Тесля опубликовал ряд работ, посвящённых теории несилового (информационного) взаимодействия и её применению к построению систем искусственного интеллекта. В 2005 году вышла монография «Несиловое взаимодействие», которая суммирует эти работы по созданию теории, обобщающей и формально описывающей закономерности процессов взаимодействия в неживой и живой материи на основе гипотезы об их несиловом характере и активной и объективной роли информации в этих процессах. В 2010 году вышла монография «Введение в информатику природы», в которой получили дальнейшее развитие идеи единства законов несилового взаимодействия на макро- и микроуровнях природы. По утверждению Тесли теория подтверждается более 10 тысячами проведённых экспериментов. Свою теорию Тесля преподаёт студентам.

## Судебный процесс и реакция на него
Благодаря данной теории Тесля в 2017 году был назван «Псевдоучёным года» (в 2016 году был в шорт-листе номинации). В 2017 году Тесля подал в суд на Ирину Егорченко, которая в 2016 году на парламентских слушаниях о проблемах финансирования образования и науки назвала Теслю псевдоучёным, «который учит студентов неизвестно чему». После этого сработал эффект Стрейзанд и к персоне Тесли был проявлен интерес в украинской медиасфере. Так, журналист Виктория Власенко для издания «Дом Инноваций» изучила этот вопрос в своей статье «КНУ против Эйнштейна: в Украине рассматривается первое дело о псевдонауке». О Тесле же был снят сюжет Майкла Щура в программе «#@)₴?$0».
В ноябре 2017 года было принято заявление Украинского физического общества в котором отмечалась псевдонаучность теории Тесли на основе выводов экспертов НАН Украины, Ученых советов факультета радиофизики, электроники, и компьютерных систем и физического факультета КНУ, а также отдельных членов Украинского физического общества.